# Palythoa tuberculosa
Palythoa tuberculosa is een Zoanthideasoort uit de familie van de Sphenopidae. De wetenschappelijke naam van de soort is voor het eerst geldig gepubliceerd in 1791 door Esper.